# Околична на Острву
Околична на Острву (слч. Okoličná na Ostrove, мађ. Ekel) насељено је мјесто са административним статусом сеоске општине (слч. obec) у округу Коморан, у Њитранском крају, Словачка Република.

## Становништво
| Година:    | 1994. | 2004.   | 2014.   | 2024.   |
| ---------- | ----- | ------- | ------- | ------- |
| Број људи: | 1461  | 1427    | 1512    | 1442    |
| Разлика:   |       | -2,32 % | +5,95 % | -4,62 % |

| Година:    | 2023. | 2024.   |
| ---------- | ----- | ------- |
| Број људи: | 1451  | 1442    |
| Разлика:   |       | -0,62 % |

Према подацима о броју становника из 2011. године насеље је имало 1.534 становника.